# Fondation Gianadda
Die Fondation Pierre Gianadda ist eine seit 1976 bestehende private Kulturstiftung in Martigny im Schweizer Kanton Wallis, die kulturgeschichtliche und Kunstausstellungen zeigt.

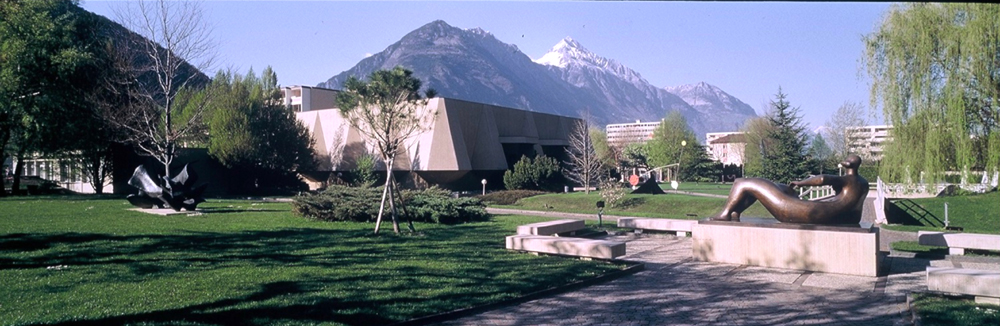
Fondation Pierre Gianadda, Hauptgebäude und Skulpturenpark

## Entstehung

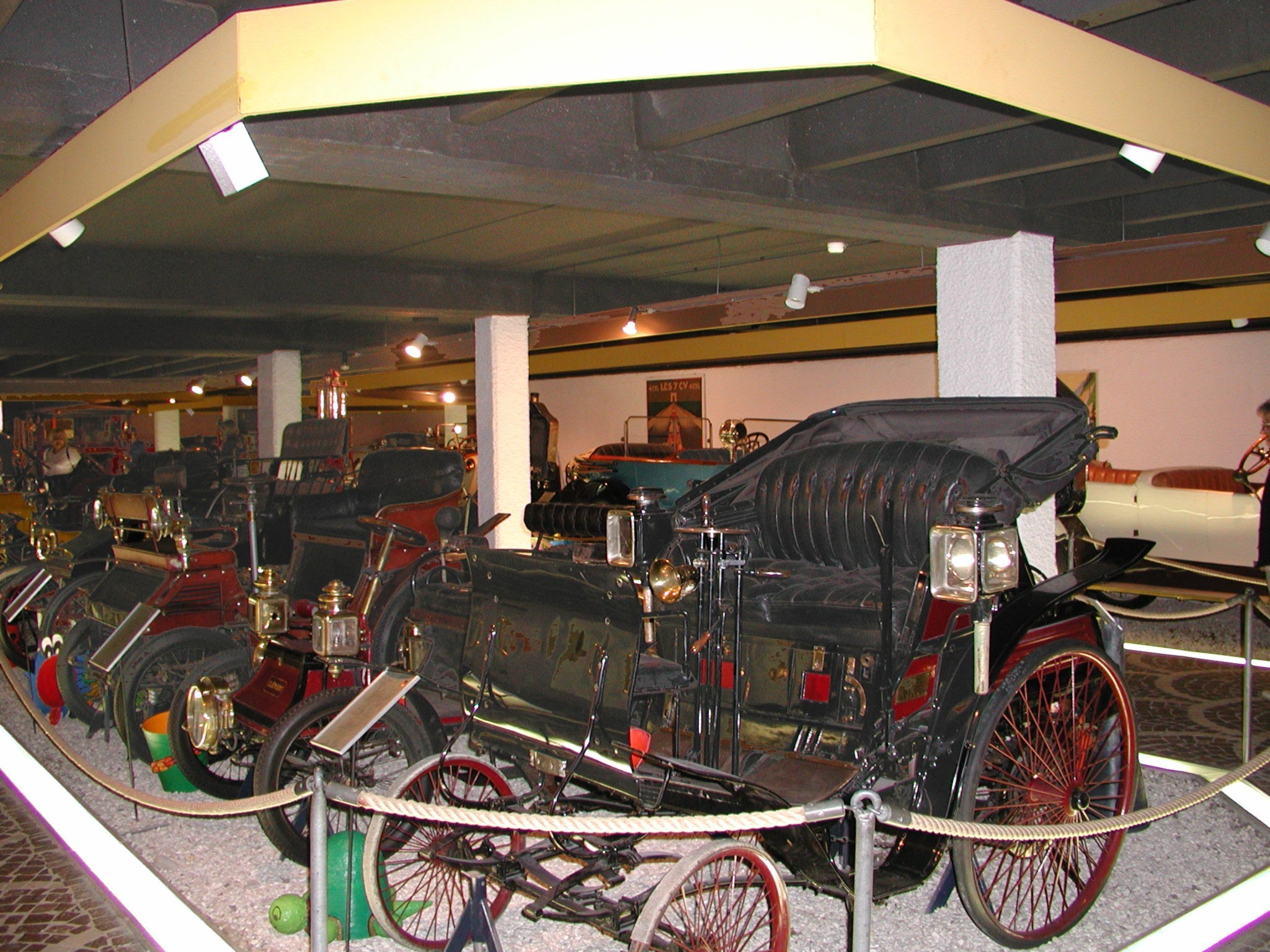
Oldtimer-Ausstellung

Der Journalist, Ingenieur, Investor und Mäzen Léonard Gianadda (1935–2023) aus Martigny entdeckte 1976 auf einer seiner Bauparzellen am Stadtrand die Überreste eines römischen Tempels, der dem Gott Mercurius geweiht war. Er liess die Fundamente des antiken Bauwerks konservieren und baute darüber ein grosses, fensterloses Betongebäude nach seinem eigenen Entwurf. Die Halle dient seither als Ausstellungsort für archäologische Fundobjekte aus Martigny und für Wechselausstellungen. Als Trägerschaft für die Einrichtung gründete Léonard Gianadda zum Gedächtnis an seinen jüngeren, bei einem Flugzeugabsturz ums Leben gekommenen Bruder Pierre, eine Kultur-Stiftung mit dem Namen Fondation Pierre Gianadda.

## Organisation
Die Stiftung verfügt über einen Jahresetat von rund 8 Millionen Schweizer Franken, an dem sich die Gemeinde Martigny mit mehr als 545'000 SFr beteiligt. Sie beschäftigt etwa 60 Angestellte. Von der Eröffnung bis zum Jahr 2006 zählte die Museumsgruppe mehr als 6,7 Millionen Besucher aus aller Welt. Hauptsponsoren sind die Gemeinde Martigny, der Kanton Wallis, die Credit Suisse, die UBS und die Loterie Romande. Zu den Partnern der Stiftung gehören die Fondation Barry, die Betreibergesellschaft des St. Bernhard Tunnels, RailAway und das Palais Lumière in Évian-les-Bains.

## Tätigkeit

### Hauptgebäude

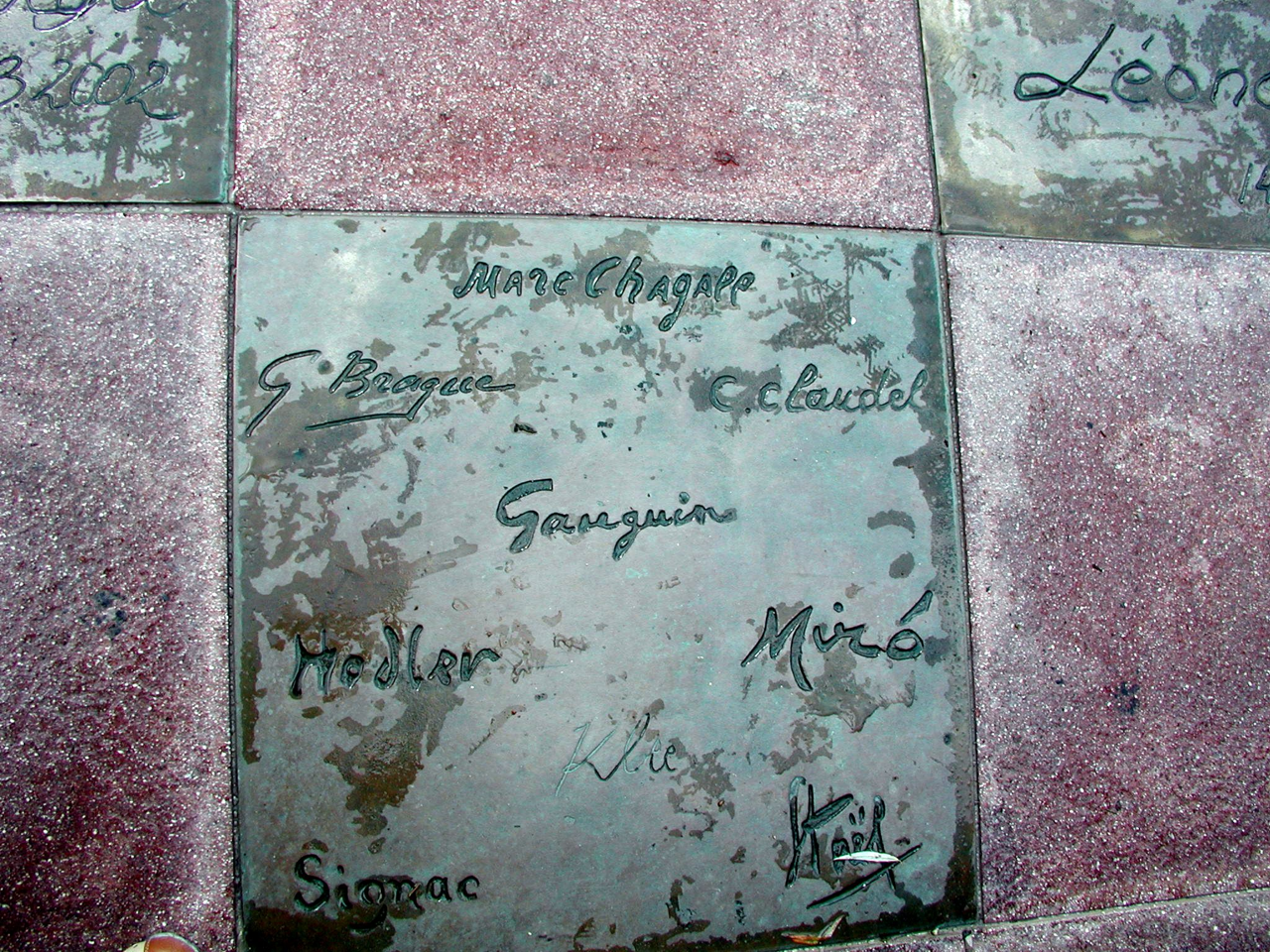
Bodenplatte aus dem «Ruhmesweg»

Der grosse Neubau dient als Eingangsgebäude und Ausstellungshalle. Er beherbergt drei Dauerausstellungen: Erstens das Gallo-Römische Museum zur Frühgeschichte des Ortes Octodurus (Martigny), das die Stiftung zusammen mit dem archäologischen Dienst des Kantons Wallis einrichtete. Zweitens gibt es eine Ausstellung mit Gemälden aus der Sammlung von Evelyn und Louis Franck und drittens eine Oldtimer-Automobilsammlung mit fünfzig Fahrzeugen aus den Baujahren 1897 bis 1939, darunter auch seltene Exponate von Schweizer Automobilherstellern.
Der grosse zentrale Raum des Hauptgebäudes wird für jährlich mehrfach wechselnde Kunst- und kulturgeschichtlichen Ausstellungen und für Konzerte genutzt. Auf dem Gehweg vor dem Haupthaus wurde ein Ruhmesweg angelegt, auf dessen Platten Hand- oder Fussabdrücke beziehungsweise Signaturen berühmter Gäste verewigt sind. Die Reihe grosser temporärer Ausstellungen begann 1980.

### Skulpturenpark

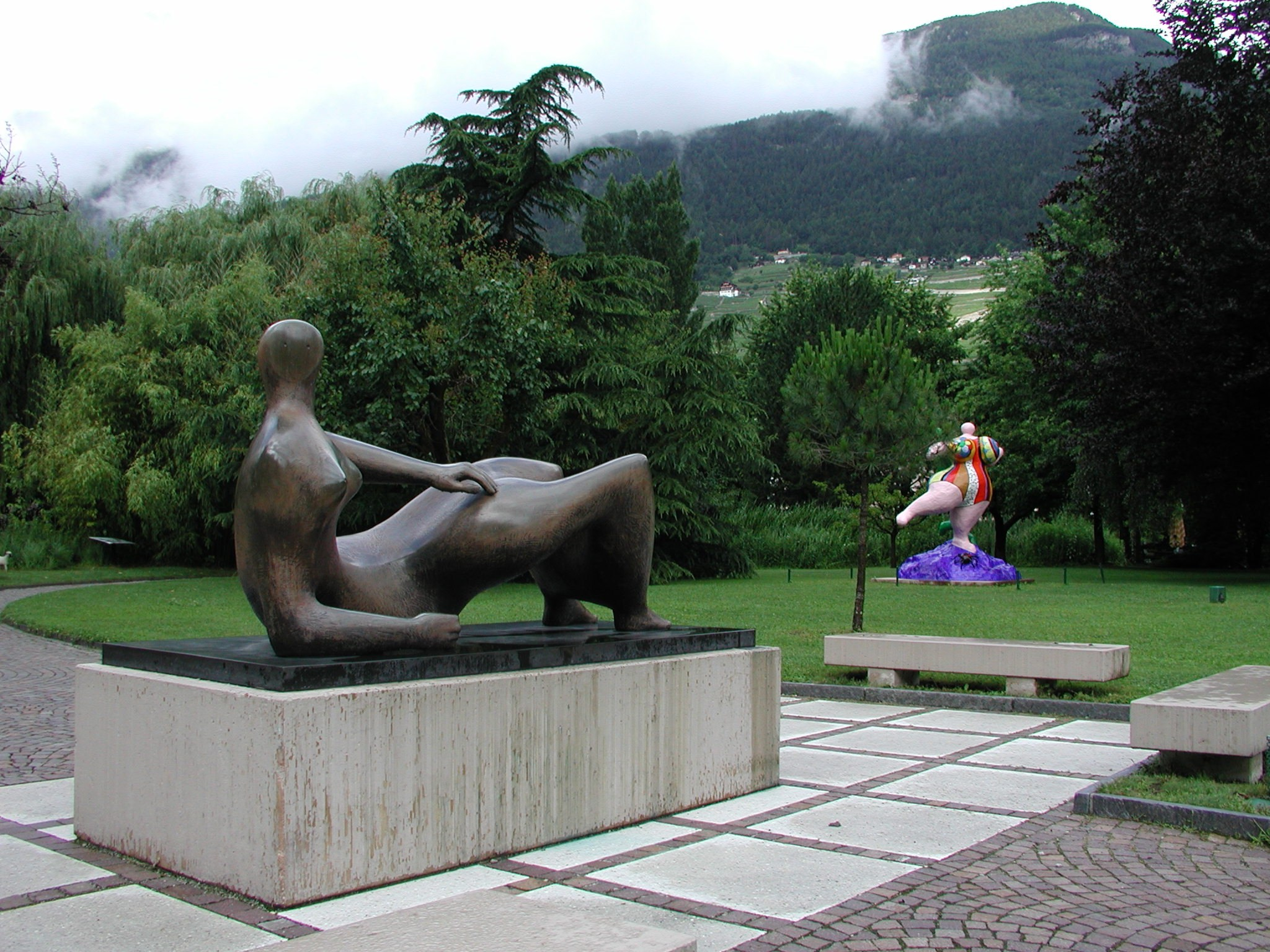
Exponate im Skulpturenpark

Im weitläufigen Park neben dem Ausstellungsbau sind weitere antike Mauerfundamente konserviert. Zudem ist darin ein Skulpturengarten eingerichtet, der eine umfangreiche Sammlung mit Werken von Künstlern des 20. Jahrhunderts zeigt:
| - Arman - Hans Arp - Max Bill - Antoine Bourdelle - Constantin Brâncuși - Pol Bury - Alexander Calder - César - Marc Chagall - Eduardo Chillida - Alois Dubach - Jean Dubuffet | - Elisheva Engel - Hans Erni - Max Ernst - Jean Ipoustéguy - François-Xavier Lalanne - Henri Laurens - Aristide Maillol - Marino Marini - Étienne Martin - Joan Miró - Henry Moore - Alicia Penalba | - Antoine Poncet - Jean-Pierre Raynaud - Pierre-Auguste Renoir - Germaine Richier - Auguste Rodin - Albert Rouiller - Niki de Saint Phalle - George Segal - François Stahly - Sam Szafran - André Tommasini - Bernar Venet |

### Parkvilla

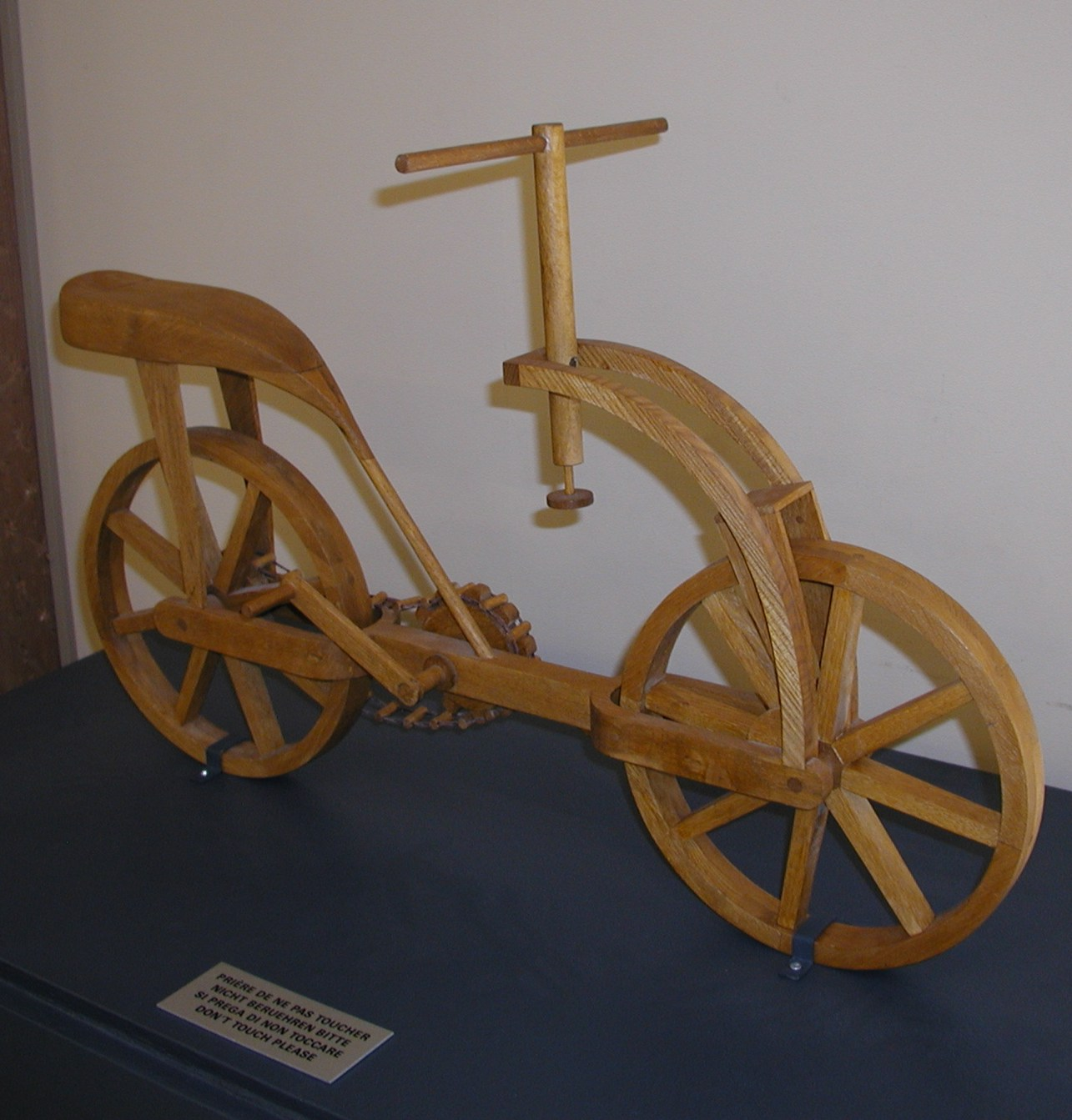
Modell aus der Ausstellung da Vinci

Inmitten der Parkanlage steht das Arsenal-Gebäude der Stiftung, wo deren Verwaltung untergebracht ist und eine ständige Ausstellung von Zeichnungen und Modellen zum Thema Leonardo da Vinci – Erfinder gezeigt wird. Ein Bistro in einem Anbau an die Parkvilla steht dem Publikum offen.

### Restaurierungswerkstatt
Die Fondation restauriert mit eigenen Fachkräften Kunstwerke verschiedener Art, auch für andere Museen und Einrichtungen.

### Wechselausstellungen
Ausstellungsthema (deutsch), in Klammern der Originaltitel oder Bemerkungen
- 1980: Paul Klee
- 1981: Picasso, Ausgaben 1904–1972 (Estampes)
- 1982:
  - Francisco Goya in den Schweizer Sammlungen (Goya dans les collections suisses)
  - Japanische Kunst in den Schweizer Sammlungen (Art japonais dans les collections suisses)
- 1983:
  - Ferdinand Hodler, Schüler von Ferdinand Sommer (Hodler élève de Sommer)
  - Manguin und der Fauvismus (Manguin parmi les Fauves)
- 1984: Rodin
- 1985:
  - Isabelle Tabin-Darbellay
  - Paul Klee
  - Bernard Cathelin
- 1986:
  - Gaston Chaissac
  - Gustav Klimt
  - Egon Schiele
  - Von Photographen gesehen: Alberto Giacometti (u. a. mit Fotografien von Sabine Weiss)
- 1987:
  - Paul Delvaux
  - Toulouse-Lautrec
  - Serge Poliakoff
- 1988:
  - Picasso und seine Linolschnitte (Picasso linograveur)
  - Die Schätze aus dem Museum von São Paulo, 1. Teil von Raphael bis Corot (Trésors du Musée de São Paulo, 1ère partie de Raphaël à Corot)
  - 2. Teil von Manet bis Picasso (2e partie de Manet à Picasso)
- 1989:
  - Gemälde und ihre Poster (Le peintre et l’affiche)
  - Henry Moore
  - Hans Erni, Leben und Mythologie (Erni, Vie et mythologie)
  - Jules Bissier
- 1990:
  - Camille Claudel
  - Modigliani
  - Fernando Botero
  - Louis Soutter
- 1991:
  - Calima, Kolumbien vor Kolumbus (Calima, Colombie précolombienne)
  - Franco Franchi
  - Mizette Putallaz
  - Ferdinand Hodler, Schweizer Geschichtsmaler (F. Hodler, peintre de l’histoire suisse)
  - Schweizer Freiluftskulptur (Sculpture suisse en plein air)
  - Chagall in Russland (Chagall en Russie)
- 1992:
  - Ben Nicholson
  - Georges Braque
  - Von Goya bis Matisse, Werke aus dem Fonds Jacques Doucet (De Goya à Matisse, estampes du fonds Jacques Doucet)
- 1993:
  - Marie Laurencin
  - Edgar Degas
  - Jean Dubuffet
  - Georges Borgeaud
- 1994:
  - Albert Chavaz
  - Von Matisse bis Picasso, Sammlung Jacques und Natasha Gelman (De Matisse à Picasso, collection Gelman)
  - Rodin, Zeichnungen und Aquarelle (Rodin, dessins et aquarelles)
- 1995:
  - Michail Fjodorowitsch Larionow – Natalija Sergejewna Gontscharowa
  - Nicolas de Staël
  - Egon Schiele
- 1996:
  - Marcel Imsand – Anne Rosat – Michel Favre
  - Édouard Manet
  - Suzanne Valadon
- 1997:
  - Russische Ikonen aus der Tretjakow-Galerie in Moskau (Icônes russes, Galerie Tretiakov, Moscou)
  - Joan Miró
  - Raoul Dufy
- 1998:
  - Hans Erni
  - Paul Gauguin
  - Diego Rivera & Frida Kahlo
- 1999:
  - Sam Szafran
  - Pierre Bonnard
  - Turner und die Alpen (Turner et les Alpes). Frühwerke (1802)
- 2000:
  - Bonaparte
  - Van Gogh
  - Kandinsky und Russland (Kandinsky et la Russie)
- 2001:
  - Marius Borgeaud oder „die Magie des Augenblicks“ (Borgeaud «ou la magie de l’instant»)
  - Picasso – Unter der Sonne von Mithra («Sous le soleil de Mithra»)
  - Russische Ikonen. Die Heiligen aus der Tretjakow-Galerie in Moskau (Icônes russes. Les saints – Galerie Tretiakov, Moscou)
- 2002:
  - Jean Lecoultre
  - Berthe Morisot
  - Kees van Dongen
- 2003:
  - Paul Signac
  - Von Picasso bis Barceló, die spanischen Künstler (De Picasso à Barceló, Les artistes espagnols)
- 2004:
  - Jean Fautrier
  - Die Schätze des Klosters der Heiligen Katharina (Les Trésors du Monastère Sainte-Catherine)
  - Hauptwerke aus der Phillips-Sammlung in Washington (Chefs-d’œuvre de la Phillips Collection, Washington)
  - Albert Anker
- 2005:
  - Henri Cartier-Bresson
  - Luigi der Schäfer (Luigi le berger)
  - Die französische Malerei aus dem Puschkin-Museum Moskau in Moskau (La peinture française au Musée Pouchkine de Moscou)
  - Félix Vallotton, Sonnenuntergänge (Vallotton, Les couchers de soleil)
- 2006:
  - Édouard Vallet – Die Kunst der Betrachtung (Vallet – L’art d’un regard)
  - Hauptwerke europäischer Malerei aus dem Metropolitan Museum of Art in New York (The Metropolitan Museum of Art, New York – Chefs-d’œuvre de la peinture européenne)
  - Camille Claudel und Rodin – Das Zusammentreffen zweier Schicksale (Claudel et Rodin – La rencontre de deux destins)
- 2007:
  - Picasso und der Zirkus (Picasso et le cirque)
  - Marc Chagall. Zwischen Himmel und Erde (Entre ciel et terre)
- 2008: Balthus zum 100. Geburtstag (Balthus – 100e anniversaire)
- 2009: Rodin Erotique
- 2010: Nicolas de Staël (Nicolas de Staël 1945–1955)
- 2011:
  - Claude Monet
  - De Renoir à Szafran – Parcours d’un collectionneur
- 2012:
  - Van Gogh, Picasso, Kandinsky… (Collection Merzbacher. Le mythe de la couleur)
  - Ernest Biéler (Réalité rêvée)
  - Portraits – Collections du Centre Pompidou
- 2013:
  - Sam Szafran (Sam Szafran 50 ans de peinture)
  - Marcel Imsand (Marcel Imsand et la fondation)
  - Modigliani (Modigliani et l’Ecole de Paris)
- 2014:
  - Renoir
  - La beauté du corps dans l’Antiquité grecque in Zusammenarbeit mit dem British Museum
  - Méditerrannée, Fotografien von Léonard Gianadda (1952–1960)
- 2015:
  - Léonard Gianadda, 80 ans d'histoires à partager
  - Matisse en son temps, zusammen mit dem Centre Pompidou
  - Anker, Hodler, Vallotton… Chefs-d’œuvre de la Fondation pour l’art, la culture et l’histoire[4]
- 2016:
  - Picasso, L’œuvre ultime. Hommage à Jacqueline
  - Zao Wou-Ki;
- 2017: Toulouse-Lautrec à la Belle Époque - French Cancans - une collection privée
- 2018: Soulages-une rétrospective
- 2020: Michel Darbellay photographe
- 2021: Gustave Caillebotte impressionniste et moderne
- 2022: Henri Cartier-Bresson Collection Szafran
- 2023:
  - William Turner The Sun is God
  - Sam Szafran dans les collections de la Fondation
  - Michel Darbellay Le spectacle de la nature
- 2024: Albert Anker et l’Enfance